# Бентинк (остров)
Бентинк (англ. Bentinck Island) — остров в группе Уэлсли в заливе Карпентария (Квинсленд, Австралия).

## География
Бентинк представляет собой небольшой необитаемый остров, расположенный в юго-восточной части залива Карпентария, приблизительно в 27 км от континентальной части Австралии и в 32 км к юго-востоку от острова Морнингтон. Площадь острова составляет 153 км² (это второй по величине остров в группе Уэлсли). Поверхность острова в основном покрыта низкорослыми кустарниками, а также болотистыми равнинами.